# Winterthur (stad)
Winterthur (Frans: Winterthour) is een stad en gemeente in het Zwitserse kanton Zürich, en maakt deel uit van het district Winterthur.
Winterthur telt 108.044 inwoners (2015). Het Winterthur Hauptbahnhof is een verkeersknooppunt van de Schweizerische Bundesbahnen.

## Cultuur
Winterthur bezit verschillende musea en kunstgalerieën, zoals de Sammlung Oskar Reinhart, het Kunstmuseum Winterthur, Villa Flora en het Fotomuseum Winterthur.

## Stedenband
- La Chaux-de-Fonds (Zwitserland)
- Yverdon-les-Bains (Zwitserland)
- Hall in Tirol (Oostenrijk)
- Pilsen (Tsjechië)

## Bekende inwoners van Winterthur

### Geboren
- Jonas Furrer (1805-1861), politicus
- Maria Susanne Kübler (1814-1873), schrijfster en vertaalster
- Johann Jakob Sulzer (1821-1897), politicus en burgemeester van Winterthur
- Johann Jakob Müller (1846-1875), fysioloog en natuurkundige
- Ida Sträuli-Knüsli (1847-1918), feministe
- Ida Barell (1856-1927), etnologe
- Martha Sommer (1863-1944), arts
- Heinrich Wölfflin (1864-1945), kunsthistoricus
- Johan Gamper (1877-1930), oprichter van FC Barcelona
- Else Züblin-Spiller (1881-1948), journaliste, onderneemster, feministe
- Lisel Bruggmann (1900-1973), feministe en communiste
- Willy Hess (1906-1997), musicoloog en componist
- Albert Büchi (1907-1988), wielrenner
- Max Bill (1908-1994), architect, schilder, graficus, beeldhouwer en schrijver
- Voli Geiler (1915-1992), actrice
- Hans Gerschwiler (1921-2017), kunstschaatser
- Richard R. Ernst (1933-2021), chemicus en Nobelprijswinnaar (1991)
- Niklaus Wirth (1934-2024), ontwikkelaar van diverse programmeertalen
- Markus Imhoof (1941), filmregisseur en scenarist
- Hans Peter Künzle (1951), jazzbassist en museumdirecteur
- Carl Kupferschmid (1951), triatleet
- René Weiler (1973), voetballer en voetbalcoach
- Giorgio Contini (1974), voetballer en voetbalcoach
- Stefan Kobel (1974), beachvolleyballer
- Simon Schoch (1978), snowboarder
- Philipp Schoch (1979), snowboarder
- Luca Zuffi (1990), voetballer
- Steven Zuber (1991), voetballer
- Sanne Vloet (1995), Nederlands model

### Gewoond (elders geboren)
- Jakob Michael Reinhold Lenz
- Albert Einstein

### Overleden
- Emilie Bosshart (1897-1979), pedagoge en lerares

## Galerij

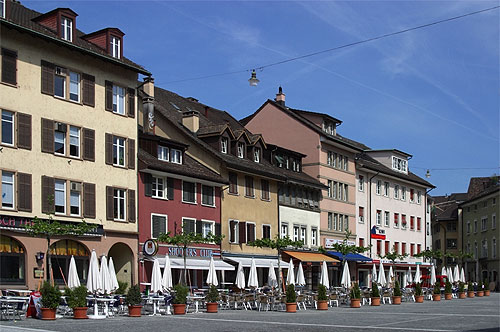
Winterthur